# Lactuca raddeana
Lactuca raddeana là một loài thực vật có hoa trong họ Cúc. Loài này được Maxim. mô tả khoa học đầu tiên năm 1874.